# Grande église du palais d'Hiver
La grande église du palais d'Hiver (en russe : Большой придворный собор) ou cathédrale de la Sainte-Face (en russe : Собор Спаса Нерукотворного) est une ancienne partie du palais qui servait d'église orthodoxe au Palais d'Hiver de Saint-Pétersbourg. C'est l'un des rares sites qui ait conservé l'aspect original rococo du Palais d'Hiver, que lui a donné Bartolomeo Rastrelli. L'intérieur a été ravagé par un incendie (en 1837), puis a été réaménagé en 1839 par Vassili Stassov.

## Histoire

### Réalisation de Rastrelli

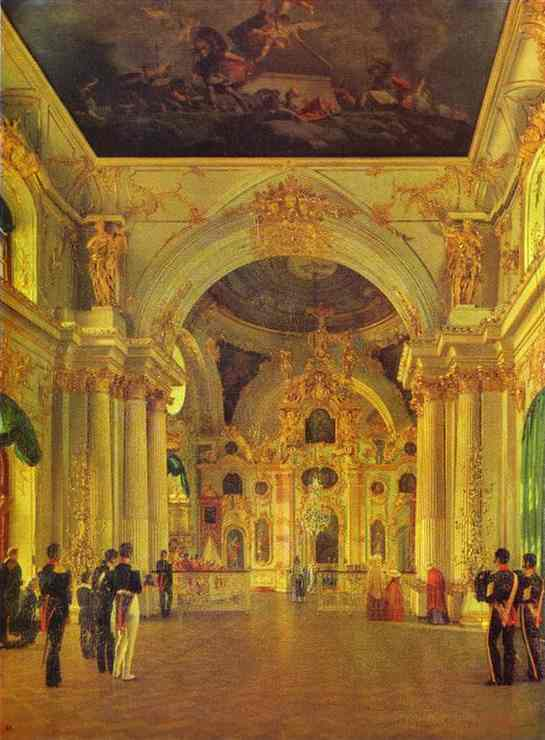
Alexeï Tyranov. Vue de la Grande Église du Palais d'Hiver, 1829.

L'église est située dans la partie sud-est du premier étage du palais d'Hiver, au même endroit où se trouvait précédemment l'église de la cour de l'impératrice Anne Ivanovna de Russie, consacrée le 19 octobre 1735 par l'archevêque Théophane Prokopovitch. La pose de la première pierre date du 14 octobre 1753, alors que l'architecte Bartolomeo Rastrelli n'avait pas encore réalisé les plans d'ensemble du palais d'Hiver de l'impératrice Élisabeth Petrovna.
En janvier 1756, maître Eïger commence à préparer un modèle en bois du dôme. La décoration intérieure ne commence que quelques années plus tard : Bartolomeo Rastrelli présente un projet approuvé de la décoration faite de sculptures et de peintures en 1759.
Le plan de l'église nouvelle ne ressemble plus au schéma ancien de l'église en croix avec coupole, ni à l'église à plan basilical. L'architecte crée un intérieur unique semblable à une salle de palais. Les pylônes attachés aux murs massifs divisent l'espace en une trapeznaïa pour la célébration du culte, un espace sous le dôme et l'espace pour l'autel. Rastrelli a conçu soigneusement les détails les plus précis de la finition : ainsi pour la fenêtre ovale de l'église il a réalisé non seulement un croquis extérieur mais aussi un dessin qui indique les liaisons avec les détails de la décoration intérieure. La décoration de l'iconostase est chargée et de même style que tout l'intérieur de l'église. La sculpture et la peinture se fondent avec celle des murs du pendentif, et l'arc au-dessus de l'autel domine heureusement toute la composition.
Le dôme est peint par les maîtres italiens K. Tsoukki et F. Martini. L'autel, par L. Veneronni et les moulures, par J. B Jani. Les évangélistes et la Résurrection du Christ au plafond du narthex sont du peintre Francesco Fontebasso. L'iconostase à trois registres, l'entrée et la chaire de vérité sont dues à des esquisses de Rastrelli réalisées par I. Dunker et L. Rolland. Les icônes de l'iconostase sont d'Ivan Ivanovich Belsky (en) et de son frère, ainsi que d'Ivan Vichniakov.
Lorsque le 6 avril 1762, l'évêque de Novgorod Dimitri consacre le nouveau palais, la construction de l'église n'était pas achevée et une église temporaire de la Résurrection est consacrée. La consécration sous le nom de Sainte-Face de Jésus-Christ se déroule le 12 juillet 1763 en présence de l'archevêque Gabriel (Kremensetski) de Saint-Pétersbourg.

### Réaménagement de Stassov

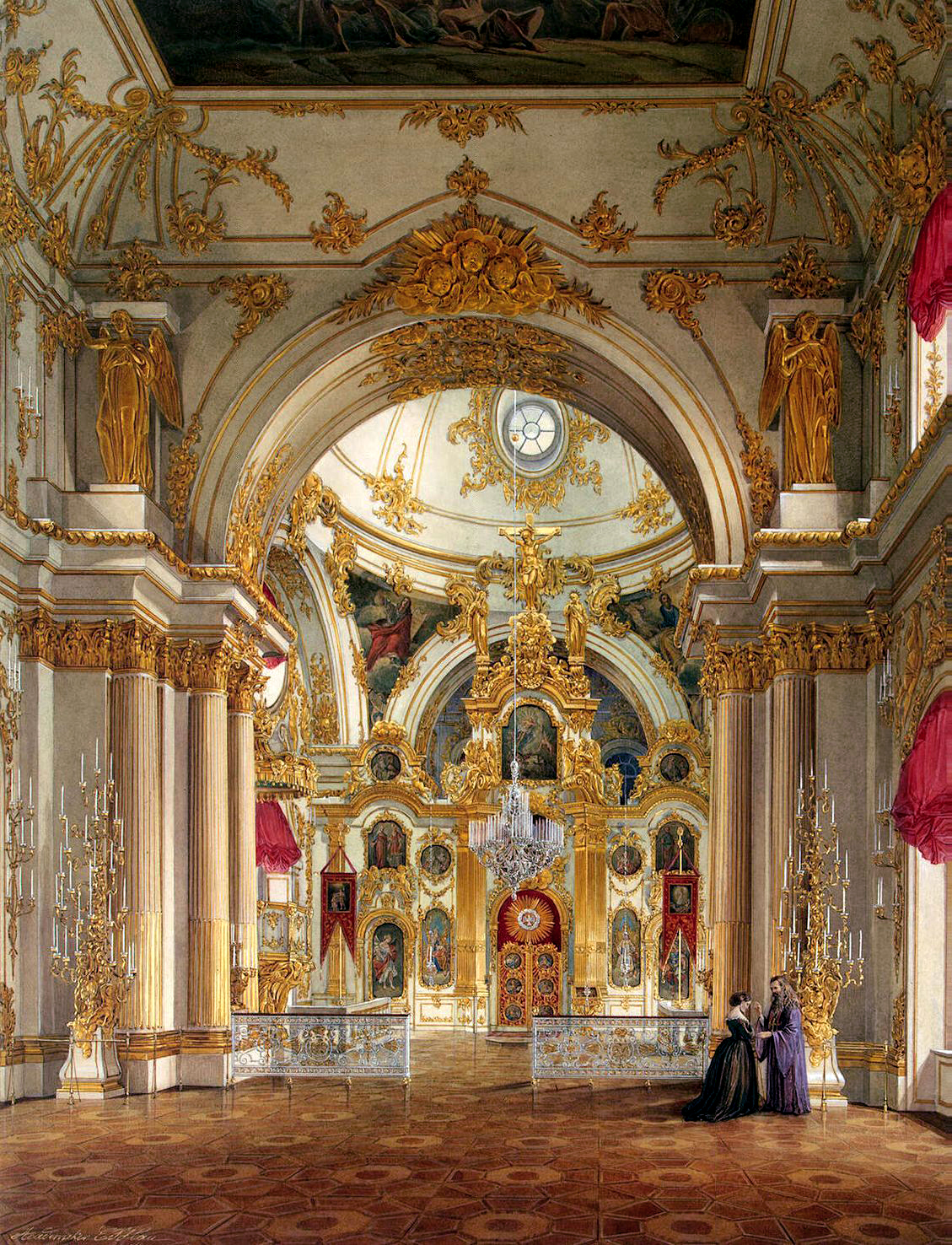
Eduard Hau. Grande église du Palais d'Hiver, 1866.

Après la dévastation des lieux par l'incendie du palais d'Hiver en 1837, l'église est restaurée par Vassili Stassov, dans la mesure du possible, à l'identique. Mais les dessins que cela nécessitait ne suffisaient pas. Une grande partie de la décoration a été reconstituée, non en bois, mais en papier mâché. Ce sont les sculpteurs D. Adj et J. Streikhenberg qui ont reconstitué la décoration; les cariatides et les statues sont l'œuvre de Vassili Demuth-Malinovski et P. V. Svintsov, les figures des anges représentant l'ancien et le nouveau testament au sommet des pylônes sont d'Alexandre Terebeniov.
L'iconostase dorée, la chaire de vérité ont été sculptées d'après les dessins de l'architecte P. Kretane . Les icônes ont pu être enlevées avant que l'incendie ne les détruise et c'est Pyotr Basin (en) qui a refait les plafonds. Les peintures des évangélistes sont du peintre Fiodor Bruni, la peinture des moulures est de P. Meditchi. Au milieu de l'église sont suspendus les anciens lustres en argent, agrandis et rénovés par J. Banister.
Après sa rénovation, l'église est consacrée le 25 mars 1839. C'est le métropolite Philarète de Moscou qui la préside en présence de l'empereur Nicolas Ier.

### Église de la famille impériale
L'église du palais d'Hiver est le lieu du culte de la famille impériale. Les membres de la famille royale priaient généralement dans la pièce située derrière l'autel. Les étrangers n'étaient pas autorisés à entrer dans l'église sauf pour la fête paroissiale, quand on apportait l'icône miraculeuse de la Vierge de Philerme de la chapelle du Sauveur. Le 12 (25) octobre un service religieux solennel est célébré en souvenir de Paul Ier I qui transféra cette icône de la Vierge de Philerne au prieuré hospitalier de Gatchina. Un office religieux est également célébré le 26 novembre en présence de l'empereur et des chevaliers de l'ordre impérial et militaire de Saint-Georges le jour de Saint-Georges (en).
À la fin du XIXe siècle, un clocher à cinq cloches a été ajouté sur le toit du palais par le protoiereus Aristarkh Israïlev. C'est là, après la cérémonie liturgique, que l'empereur Nicolas II est allé au balcon pour annoncer au peuple le début de la Première Guerre mondiale, le 1er août 1914.

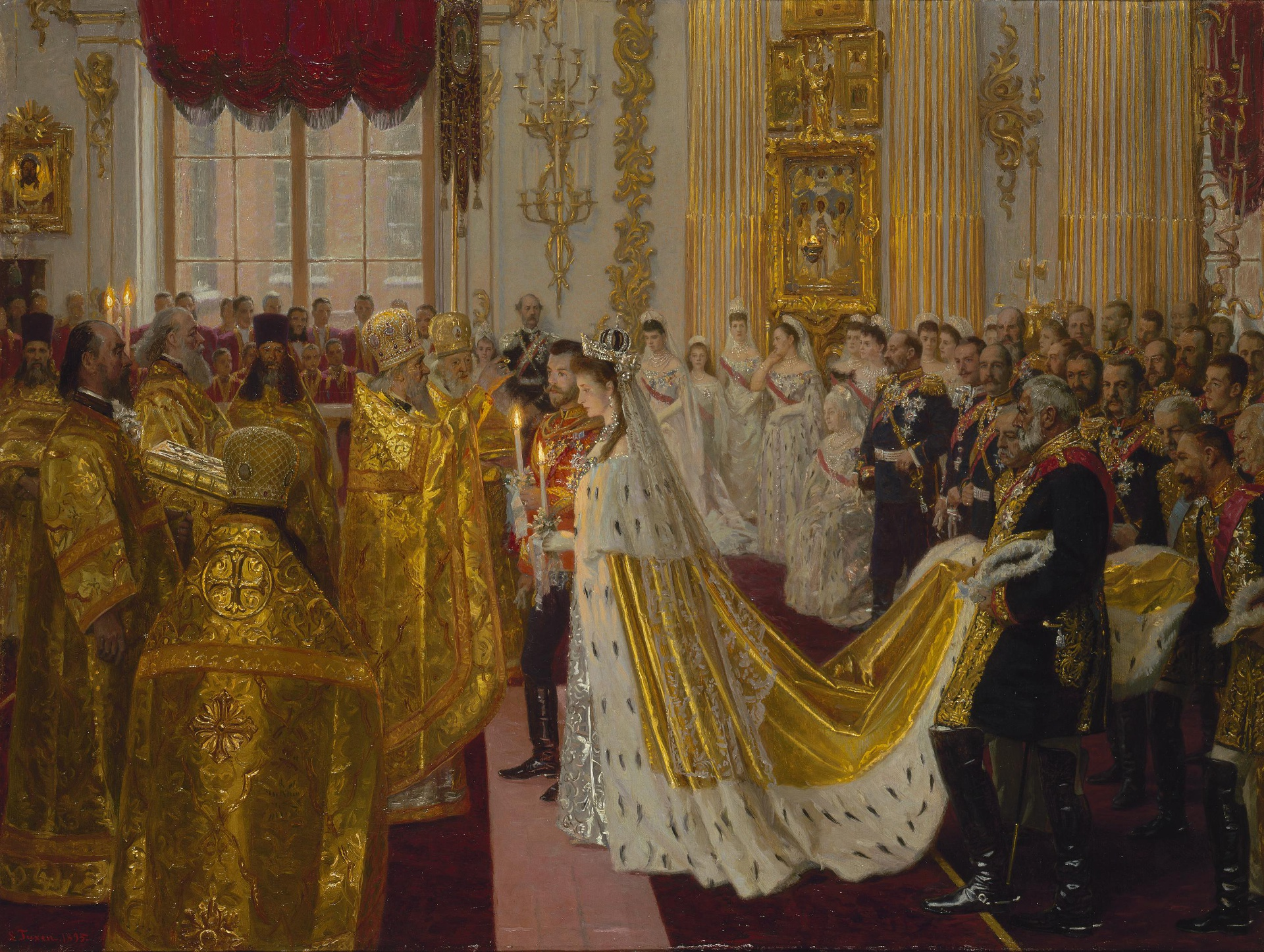
Mariage le 14 novembre 1894 (26), dans la Grande église du Palais d'Hiver de l'empereur Nicolas II et de la princesse Alix de Hesse-Darmstadt par Laurits Tuxen.

Le dernier aumônier de cette église qui dirigeait le clergé de la cour est Alexandre Dernov qui a été nommé à ces fonctions en 1915.

#### Reliques
Dans l'église sont conservées des reliques et œuvres d'art précieuses. Dans la pièce des prières, près de l'autel, est placée une peinture de 1693 de Théodote Oukhtomski, décorée d'une riza d'or garnie de diamants.
À la mort de Paul Ier les reliques que celui-ci avait fait transférer en l'honneur de son élection au titre de grand maître hospitalier de l'ordre de Saint-Jean de Jérusalem au prieuré hospitalier de Gatchina, par décret du 23 août 1799, rejoignent le palais d'Hiver. Ce sont: la main dextre de Jean le Baptiste , l'icône de la Vierge de Philerme , une parcelle de la Vraie Croix et l'arche d'or contenant la Sainte Tunique.
Lors des guerres napoléoniennes et de la révolution russe de 1917, ces reliques connaîtront des parcours et des fortunes diverses.

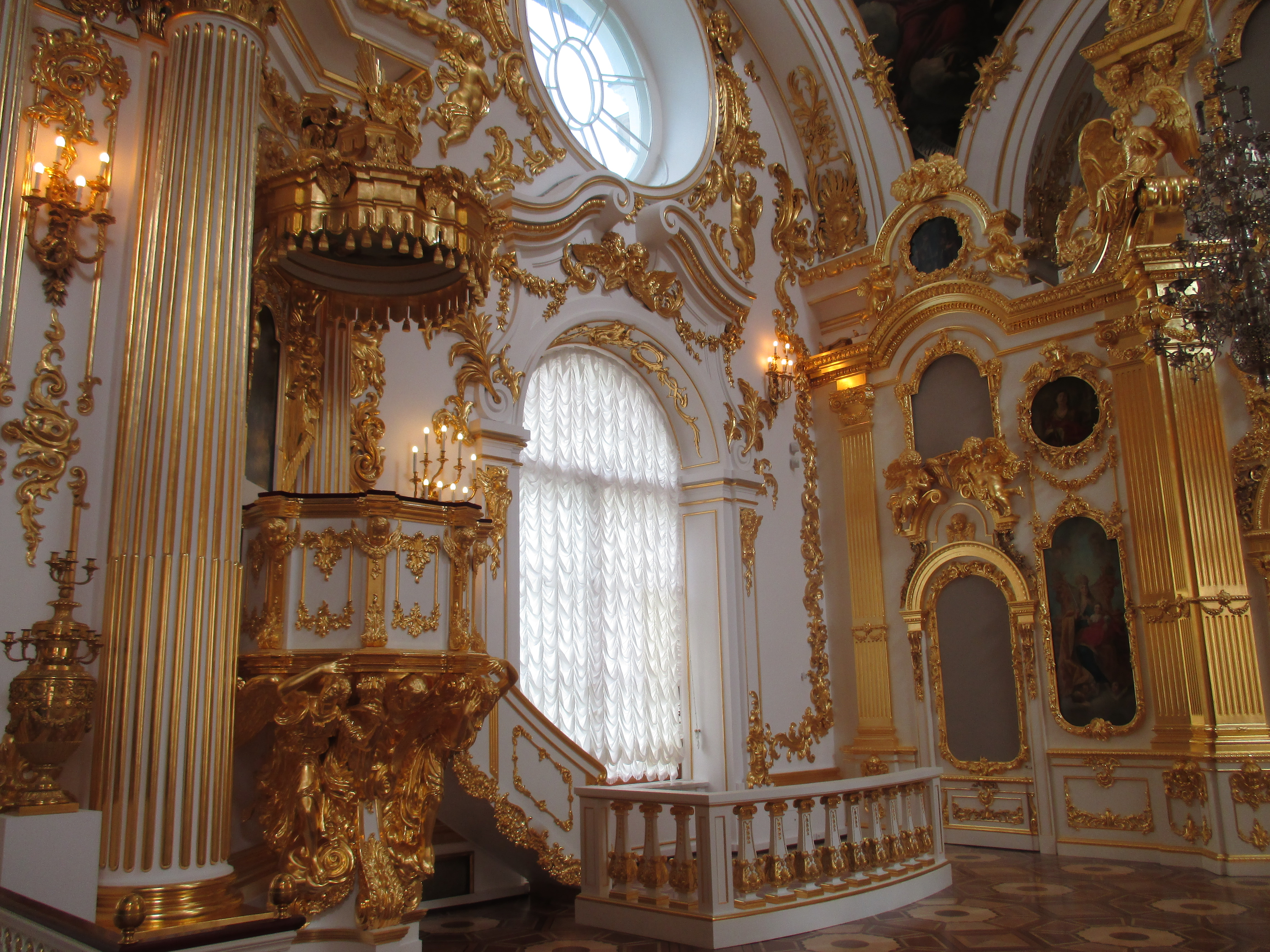
Sculptures de la chaire par P. Kretane sur des esquisses de Rastrelli.
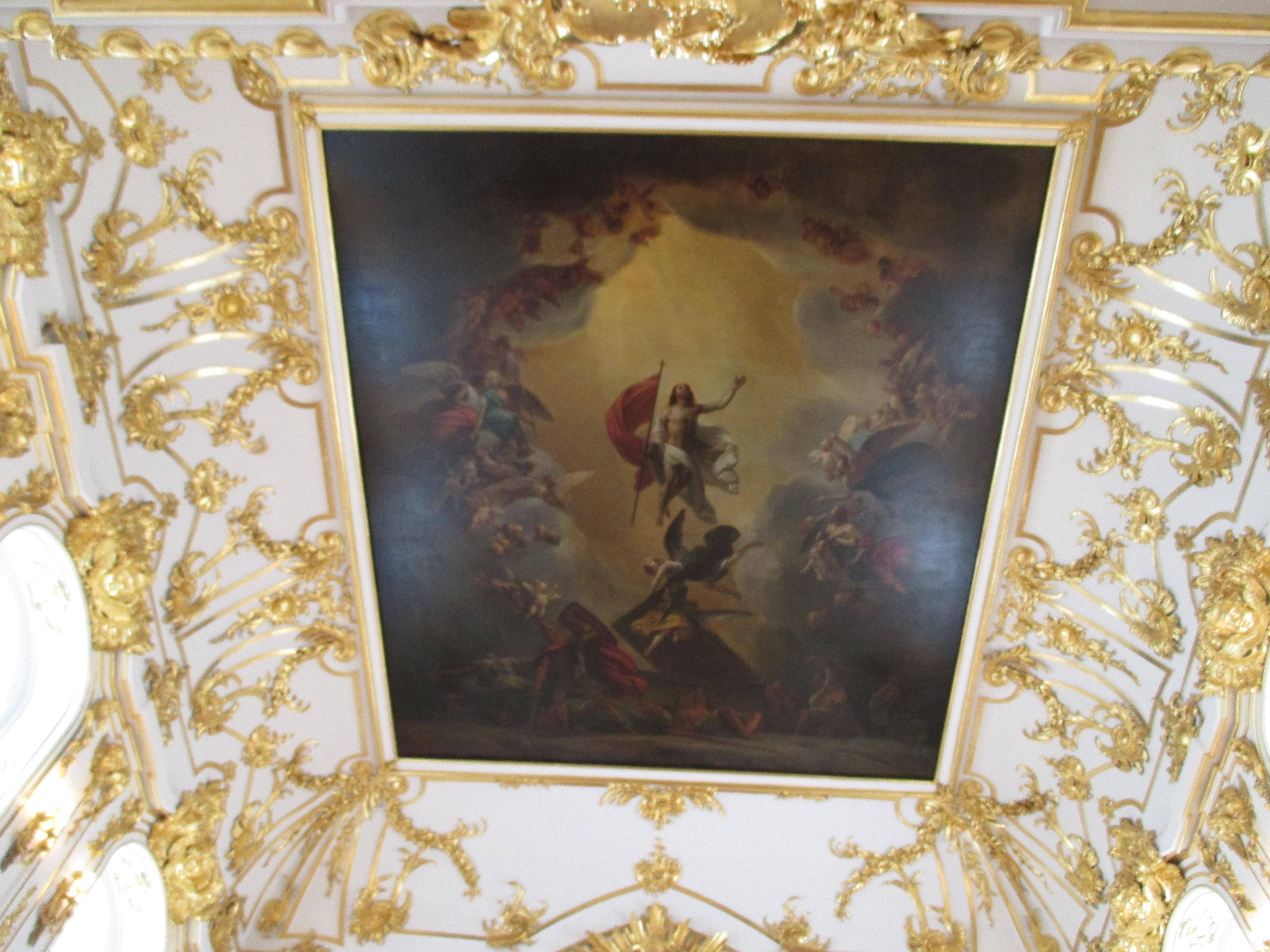
Plafond peint par Pyotr Basin.
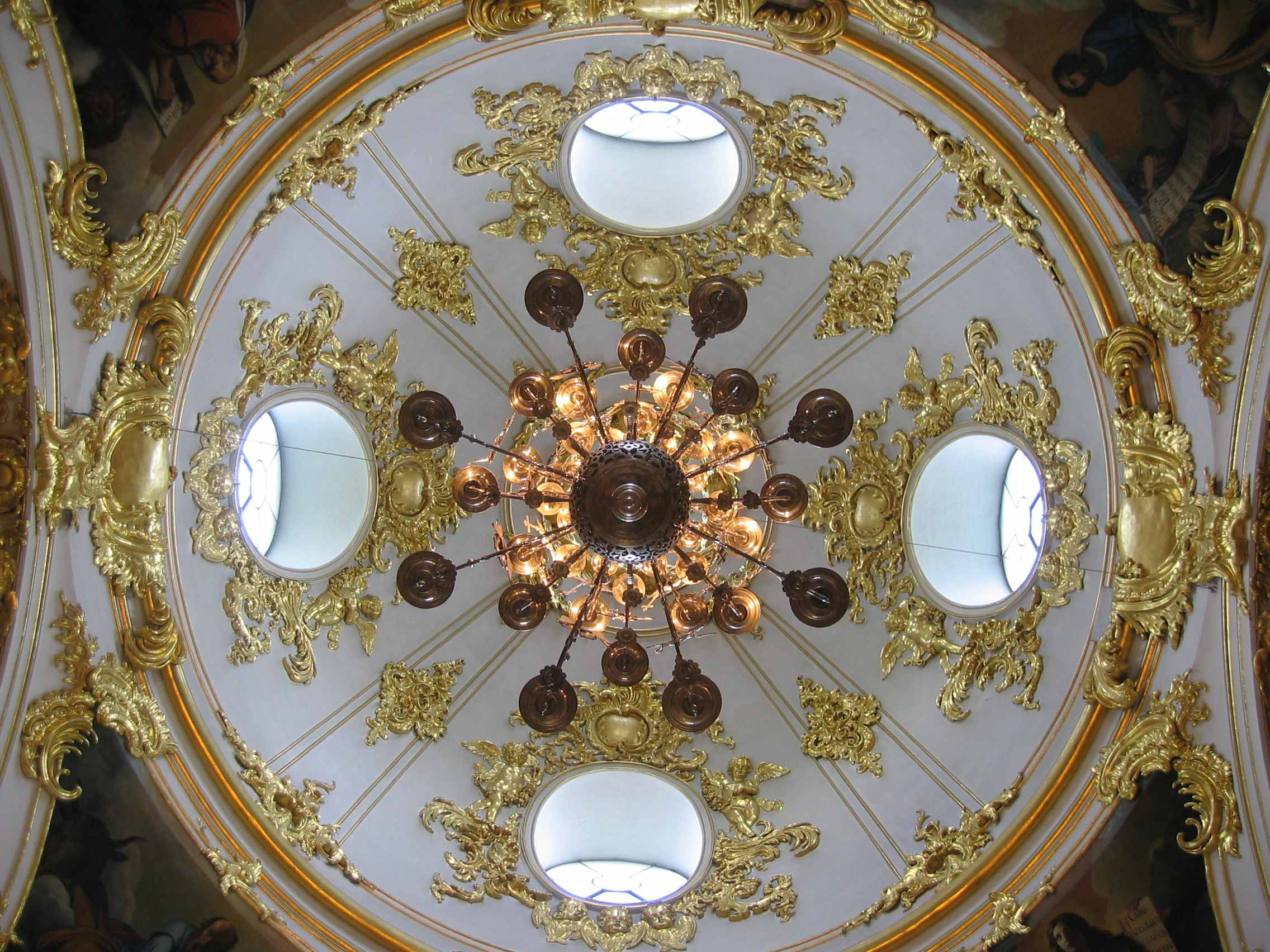
Coupole de l'église.
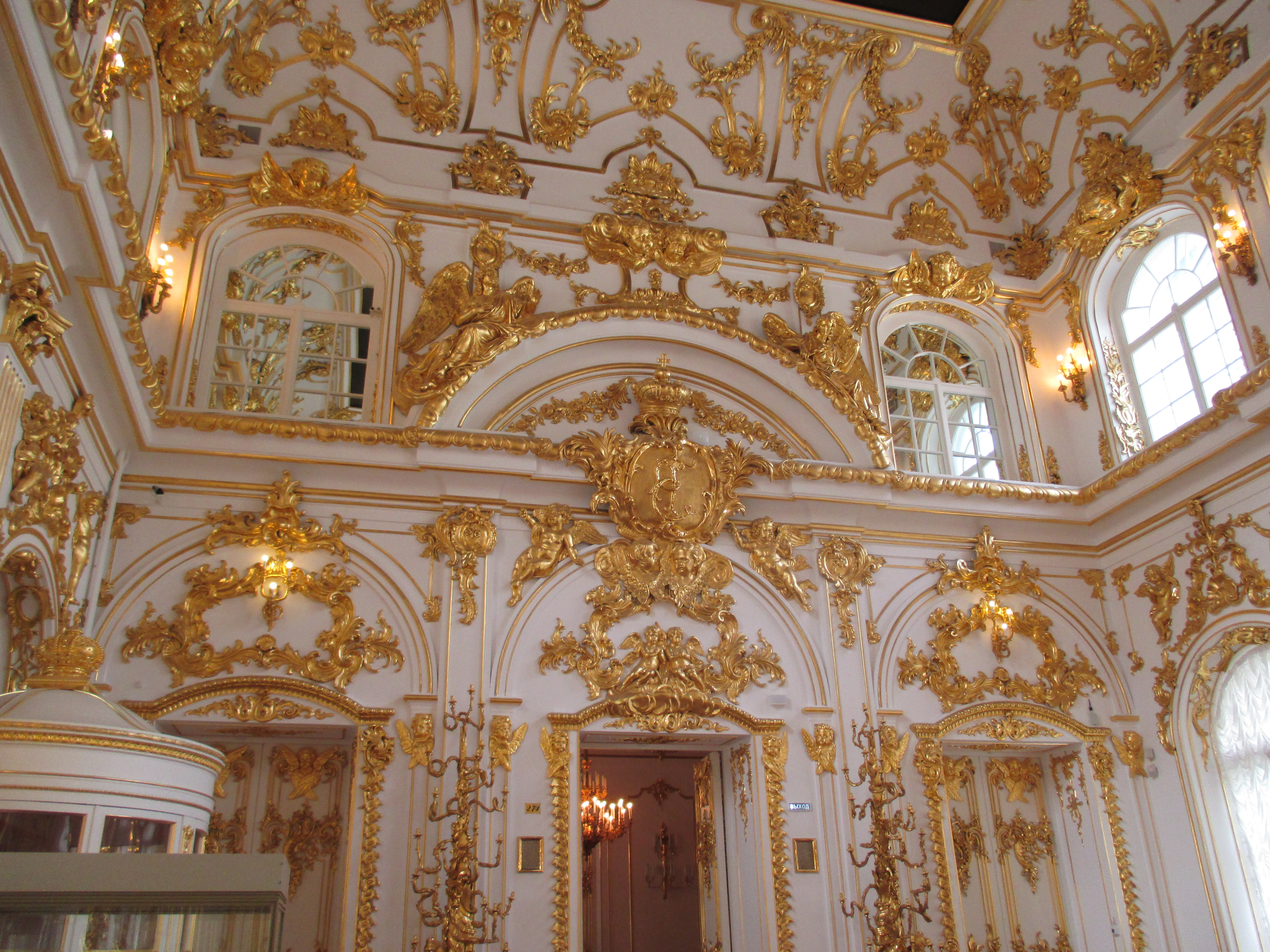
Murs ouest de l'église.
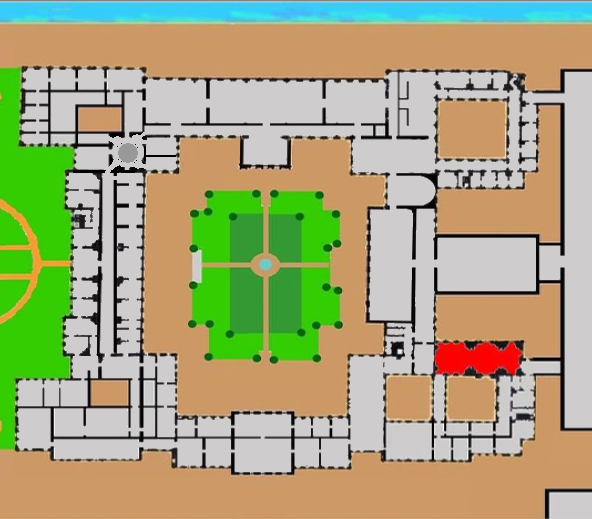
Situation de l'église dans le plan du palais d'Hiver.

## Situation actuelle
En 1991, une communauté orthodoxe s'est constituée en vue de faire revenir l'église du palais d'Hiver dans la patrimoine de l'Église orthodoxe russe.